# 자기저항
자기저항(magnetic reluctance 또는 magnetic resistance)은 자기력에 대하여 전기저항과 유사한 물리량이며, 자기 회로 원소가 자기 위치 에너지를 저장하는 능력이다. 단위는 역 헨리(H−1) 또는 암페어 매 웨버(AT/Wb)다.

## 설명
외부자계가 인가되었을 때 저항이 변하는 박막형 물질을 자기저항물질이라 하며 자기 디스크의 신호를 읽는데 사용된다. 금속이나 반도체에 자기장을 걸어주면 일반적으로 전기저항이 증가하고 그 증가량은 약한 자기장에 대해서는 자기장 세기의 제곱에 비례하는 현상이다. 단결정(單結晶)을 이용하여, 전기저항이 전류나 자기장의 방향에 따라 어떻게 변화하는지를 조사함으로써 전도대(傳導帶)에 대한 정보를 얻을 수 있다. 1883년 영국의 L.켈빈에 의해 발견되었다. 자기장의 방향에 대하여 전류의 방향이 수직인 경우를 가로효과, 평행인 경우를 세로효과라고 하는데 보통 가로효과가 뚜렷하다. 
약한 자기장의 가로효과는 운반체의 유동속도 방향에 실효질량·전하·수명 등의 차이가 반영되어, 로런츠 힘에 의한 산란이 생기고 전류 방향과 어긋남으로써 일어난다. 단순한 금속에서는 금속전자의 산란기구와 페르미 면(面)의 형태에 좌우된다. 자기장이 강한 원운동의 효과가 나타나면 슈브니코프-드하스효과를 볼 수 있고, 또 강한 자기장에서는 뚜렷한 비등방성이 일어난다. 간혹 전기 저항이 자기 모멘트를 갖는 원자에 의해 산란될 경우, 자기장애에 의해 모멘트의 방향이 모여서 산란이 약해지고 저항이 약해지는 것을 음의 자기저항이라고 한다. 불규칙이 센 계에서는 앤더슨국재의 효과가 저항을 증대시키지만, 자기장은 국재가 약하기 때문에 음인 자기저항이 일어난다. 강자성체에서는 자발자화로 방향의 변화에 따라 저항의 변화가 생긴다. 세로효과는 불순물에 의한 산란확률의 자기장 변화나 다른 여러 가지 원인에 의해 발생한다.